# イーホテルグループ
イーホテルグループ（EHOTEL GROUP）は、株式会社EHOTELグループが運営するホテルチェーンである。2022年8月、代表取締役であった松本義弘（2022年9月現在、株式会社One More Japan代表取締役）がイーホテルの全店舗を手放していたことを明らかにしたことから、事業は存続していないものとみられる。2022年9月現在、グループの公式予約サイトと持株会社であるColours Internationalの公式サイトは共に閉鎖されている。

## 歴史
（この項目の詳細は「Colours International#歴史」及び「Colours International#年表」を参照のこと。以下はその要約を記している。）
1996年に総合ホスピタリティ会社として創業した有限会社グローカル都市研究所が、イーホテルグループの始まりである。1999年、埼玉県蕨市に初のホテル、イーホテルワラビを開業しホテル事業をスタートさせ、2006年に株式会社グローカル・ホテルグループに社名を変更した後、2013年に事業拡大・海外事業展開のためにグループを再編、持株会社として株式会社 Colours International（カラーズ・インターナショナル）を設立した。2017年にはタイの大手ホテルグループ、デュシット・インターナショナルと合弁会社「Dusit Colours（デュシットカラーズ）株式会社」の設立を発表し日本国内の主要都市にデュシットブランドのホテルを展開する計画を明らかにする。（Colours International#デュシタニホテル開業計画」を参照）
東京オリンピック開催予定前年の2019年には急速に事業を拡大しイーホテルチェーン加盟のホテルを新たに4店舗開業するが（Colours International#年表」を参照）、持株会社であるColours Internationalが、2023年7月に出資法違反の容疑で起訴されることになるリベレステ株式会社から多額の融資を受けていた影響で資金繰りが悪化 。2019年秋に資金調達難からデュシタニ宇都宮の開発に行き詰まり 、同年にデュシタニホテルの事業から撤退すると、翌2020年9月からイーホテルの店舗の休館・売却が進められ（「Colours International #年表」を参照）、公表していた事業計画を未着工にしたまま（「#事業計画」を参照）イーホテルグループは2021年5月以降活動を停止した。

## 活動停止に至る経緯
（詳細は「Colours International#活動停止に至る経緯」を参照）
- 代表取締役の説明

- リベレステとの関係

抱き合わせ融資を行い、実質法定上限を上回る利息を取り出資法違反の容疑で2023年5月に社長が逮捕されたリベレステ株式会社から持株会社のColours International が長年融資を受け、同社の事業物件を引き受ける関係であったことが活動停止の原因になったと思われる。

## コンセプト
イーホテルという名前は、「何かいいホテル」と「eco Hotel」を組み合わせたものである。「人と地球にやさしいホテル」であることをモットーに、全ての顧客に「いいホテルだった」という感動をもたらすことを目指している 。ヒーリングホテルを標榜し、高品質のヤシガラ活性炭を地中に埋没し、ホテル全体のエネルギーバランスを整えている 。

## 店舗
（2024年2月現在）

### 運営会社不明の店舗
- イーホテル熊谷

- キャビン熊谷

（2023年7月現在、イーホテル熊谷とキャビン熊谷には公式サイトがないため、この2店舗の運営会社については確認が取れない）

### 店舗の一部がリブランドされた店舗
- イーホテル秋田 （2023年7月から建物南側の本館をメルディアホテルズ・マネジメント株式会社がホテルメルディア秋田にリブランドして運営[14]。イーホテル秋田もイーホテル秋田アネックスに名称を変更し建物北西部の別館で引き続き営業を続けている[15]が、運営会社については不明。）

### 他社に譲渡された店舗
- イーホテル東新宿　（2010年10～12月頃から[16]東新宿・ホテル・オペレーションズ株式会社が運営）[17]

- イーホテル横浜鶴見　（2012年12月からアパグループがアパホテル横浜鶴見にリブランドして運営）[18]

- イーホテル札幌　（2015年9月から株式会社雄飛がホテルブーゲンビリア札幌にリブランドして運営）[19] [20]

- イーホテル小山　（2018年3月からA.I株式会社がアイホテル小山にリブランドして運営）[21] [22]

- イーホテル橋本　（2019年3月からA.I株式会社がアイホテル橋本にリブランドして運営）[23] [22]

- 太田ナウリゾートホテル（2020年2～6月頃に運営受託終了。その後、株式会社ルセットが運営[24]）

- イーホテル越谷　（2021年1月から合同会社ワイワイホテルオペレーションズがホテルグランワイズ越谷にリブランドして運営）[25] [26] [27]

- イーホテル熊谷アネックス　（2021年1月から合同会社ワイワイホテルオペレーションズがホテルグランワイズ熊谷駅前にリブランドして運営）[28] [27]

- イーホテルワラビ　（2021年4月から株式会社ホテル東京が運営）[29]

- イーホテル銀座[30]　（2020年9月から休館[31]　後、2022年12月にTabist株式会社がTabist銀座としてオープン[32]）

- イーホテル大阪梅田 （2021年2月に休館[33]。2023年5月から株式会社VR OSAKAがHOTEL VR OSAKAにリブランドして運営開始[34] [35]。）

## 事業計画
（この項目の詳細は「Colours International#事業計画」を参照のこと。以下では要点のみを簡潔に記している。）
- デュシタニホテル開業計画

2017年3月、デュシット・インターナショナルとColours Internationalは日本でデュシットブランドのホテルを展開するために合弁会社Dusit Colours（デュシットカラーズ）株式会社を設立し、京都でデュシタニホテル1号店を開業することを公表、続いて2019年1月、JR宇都宮駅東口地区整備事業にデュシタニホテルを出店する計画であることが明らかになる。
この時点では、Dusit Coloursに51％の出資を行っていたColours Internationalが中心となりデュシタニホテルの開発・運営を行う予定であった。
しかし、2019年の段階でColours Internationalは資金調達難からデュシタニ宇都宮の開発に行き詰まり、同年にDusit ColoursはD & J 株式会社に名称を変更し、デュシット・インターナショナルが100％出資する完全子会社となっていた。このことから、Colours Internationalがコロナ禍以前にデュシタニホテルの事業から撤退していたことが浮かび上がった。
2020年以降、デュシタニホテルの事業はデュシット・インターナショナルが中心となり進めていたと思われる。
- デュシタニ京都

2023年9月の開業に向けて建設中 だが、代表取締役であった松本義弘がホテル業から手を引き、イーホテルグループ及び持株会社であるColours Internationalが企業活動を停止させた（「Colours International#コロナ禍から活動停止へ（2020年～2021年）」を参照）ため、両社とは関係がなくなったと思われる。
- デュシタニ宇都宮

Colours Internationalが2019年の段階で資金調達に難航し、開業が見通せなくなった 後、計画は白紙となる（「デュシタニ宇都宮出店計画#計画の見直し」）を参照。
- 東武伊勢崎線川俣駅周辺整備事業

未着工のまま撤退
- イーホテル浅草セレクト

大塚家具との事業を、2021年にオープンする予定の浅草店から始めることを2020年11月に公表するが、浅草店建設の進捗状況が不明のまま翌2021年からイーホテルグループは企業活動を停止する。
（「大塚家具#イーホテルとの業務提携」も参照）
- 秋田メディカル複合施設プロジェクト

2021年4月、1年半後にオープンする予定であると報道されたが、その直後からイーホテルグループは企業活動を停止する。

## その他の事業

### イーホテルショッピングモール
イーホテル秋田の地下1階から地上1階部分に秋田中華街を作る計画が頓挫した後、2009年4月にイーホテル秋田が入居する建物の商業施設部分の名称を「イーホテルショッピングモール」に改め運営を継続する。当初は「地域から日本を変える」「ホテルと（ショッピングモールが）一体となって秋田大町を元気にする」という意気込みを見せていたものの、テナントが十分に集まらず赤字続きになると一転し、2012年3月、秋田市に固定資産税の軽減措置を求め、受け入れられなければ夏までに一部を除きモールを閉鎖する、と迫るが受け入れられず、予告通り2012年夏にモールは閉鎖された。

### 天人閣
2018年4月にイーホテルの持株会社、Colours Internationalは北海道 天人峡温泉の大型旅館、天人閣の事業を譲り受けたが、同年冬に老朽化した施設の改修を名目に休館する。その後Colours Internationalは譲渡先を探すが見つからず、方針転換し2020年2月に改修・リニューアルオープンの計画を公表する (「Colours International#天人閣改修計画」を参照)  が改修工事は行われずそのまま放置され、天人閣は廃墟同然になった。最終的に天人閣は2023年1月に自治体の負担で解体・撤去される方針が決まった。

## 関連企業
- 株式会社Colours International
- Dusit Colours（デュシットカラーズ）株式会社
- 株式会社 One More Japan（ワンモアジャパン）